# Game launcher
Een game launcher (spelportaal in het Nederlands) is een softwareprogramma waarin gebruikers alle geïnstalleerde computerspellen op een apparaat, zoals een desktopcomputer of spelconsole, kunnen vinden en opstarten.

## Beschrijving
De eerste game launcher was Battle.net die werd uitgebracht in 1996 door Blizzard Entertainment. Deze game launcher bood alleen chatten en games vinden en downloaden aan.
In 2003 is Steam opgericht door Valve Corp., om game launchers een nieuw leven te geven. Men kon nu ook voor het eerst direct via de game launcher een spel openen.
Spelportalen worden gebruikt voor het digitaal distribueren van computerspellen, maar bevatten vaak ook extra functies zoals sociale netwerkdiensten, chatfuncties, een spelcatalogus en een contactenlijst met andere spelers.

## Bekende spelportalen
- Battle.net
- EA App
- Epic Games Store
- Origin (tot 2022)
- Playstation Network (PSN)
- Nintendo Network (tot 2024)
- Nintendo Switch Online (NSO)
- Nintendo Wi-Fi Connection (tot 2014)
- Steam
- Uplay
- Xbox Live